# Sonora (Kentucky)
Sonora és una població dels Estats Units a l'estat de Kentucky. Segons el cens del 2000 tenia 350 habitants.

## Demografia
Segons el cens del 2000, Sonora tenia 350 habitants, 138 habitatges, i 85 famílies. La densitat de població era de 162,8 habitants/km².
Dels 138 habitatges en un 31,9% hi vivien nens de menys de 18 anys, en un 48,6% hi vivien parelles casades, en un 10,1% dones solteres, i en un 37,7% no eren unitats familiars. En el 32,6% dels habitatges hi vivien persones soles el 18,8% de les quals corresponia a persones de 65 anys o més que vivien soles. El nombre mitjà de persones vivint en cada habitatge era de 2,51 i el nombre mitjà de persones que vivien en cada família era de 3,22.
Per edats la població es repartia de la següent manera: un 26,6% tenia menys de 18 anys, un 8% entre 18 i 24, un 27,7% entre 25 i 44, un 18,6% de 45 a 60 i un 19,1% 65 anys o més.
L'edat mediana era de 36 anys. Per cada 100 dones de 18 o més anys hi havia 86,2 homes.
La renda mediana per habitatge era de 27.361 $ i la renda mediana per família de 37.500 $. Els homes tenien una renda mediana de 28.438 $ mentre que les dones 14.038 $. La renda per capita de la població era de 13.554 $. Entorn del 6,1% de les famílies i el 10,6% de la població estaven per davall del llindar de pobresa.

## Poblacions més properes
El següent diagrama mostra les poblacions més properes.